# Finska deputationen
Finska deputationen var en beskickning från Finland till kejsar Alexander I i Sankt Petersburg under 1808–1809 års krig. 